# Борислав Огнянов
Борислав Георгиев Огнянов е български сценарист и продуцент.

## Биография
Роден е на 4 август 1975 г. в София.
През 2002 г. завършва „Кинокритика“ при Александър Грозев в Националната академия по театрално и филмово изкуство „Кръстьо Сарафов“.
Сценарист е на телевизионния сериал „Ерудитъ“, продуциран от БНТ. Работил е като сценарист в множество телевизионни предавания – „Господари на ефира“, „Бон апети“, „Жените“, „Кино по ноти“ и др, част от сценарния екип на предаването „Нашенци“, което се излъчва по ТВ 7.
Продуцирал е няколко реклами и музикални клипа. Сред тях са реклама на „Селска лютеница“ на „Олинеза“ с участието на Георги Калоянчев и Стоянка Мутафова, както и реклами на „Манхатън Козметикс“.